# Hans Lynge (Politiker)
Jens Hans Lynge (auch Hans J. Lynge; * 29. August 1916 in Aasiaat; † 1985) war ein grönländischer Landesrat.

## Leben
Hans war der als zweites von sieben Kindern geborene Sohn des Politikers, Schriftstellers und Lehrers Frederik Lynge (1889–1957) und seiner Frau Louise Magdalene Maria „Mâliánguaĸ“ Fly (1895–1973). Er heiratete am 18. April 1938 Benedikte Mølgaard (1917–1996). Aus der Ehe gingen folgende Kinder hervor:
- Karen Lynge, verh. Lange (* 20. März 1938)
- Miina Lynge, verh. Hansen (* 26. Juli 1943)
- Karla Lynge, verh. Christensen (* um 1945)
- Aqqaluk Lynge (* 12. Oktober 1947)
- Janna Lynge, verh. Holm (* 12. Dezember 1952)
- Elisa Lynge (* 27. Dezember 1953)
- Ole Lynge (* 12. März 1956)
- Johannes Lynge (* 8. Dezember 1957)

Hans Lynge war Telegrafist und Radiooberassistent in Aasiaat. Im Jahr 1959 wurde er in den Landesrat gewählt. 1963 erfolgte seine Wiederwahl.